# トランス・ワールド航空903便墜落事故
トランス・ワールド航空903便墜落事故（Trans World Airlines Flight 903）とはアメリカ合衆国の航空会社であったトランス・ワールド航空の旅客機がエジプトで墜落した航空事故である。

## 事故の概略

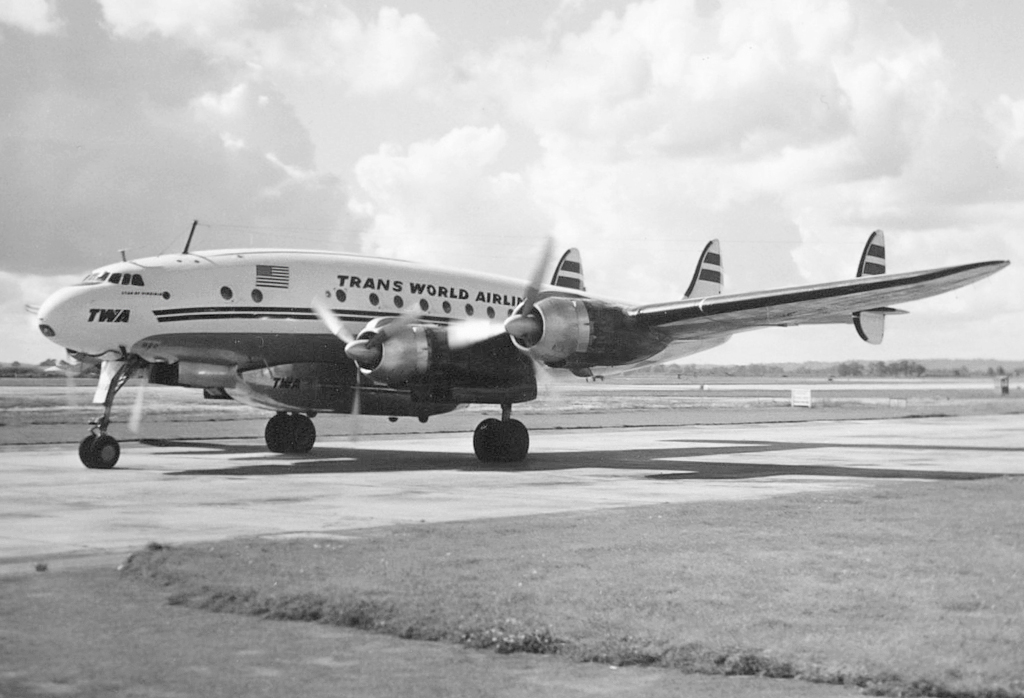
同型機L-749

1950年8月30日。トランス･ワールド航空903便はインドボンベイを出発し、ニューヨークアイドルワイルド国際空港へ向かう定期国際線であった。当日はレシプロ旅客機ロッキード・L749Aの愛称「スター・オフ・メリーランド」（機体記号：N6004C）で運航されていた。
経由地であるエジプトカイロより次経由地であるイタリアのローマへ向けて夜間飛行に向かった。当日は好天であり乗客48人と乗員7人の55人を乗せ現地時間23時35分にカイロを離陸した。903便が10,000フィート（3,000 m）を上昇中に、第3エンジンが火災を起こしてしまった。そのため操縦乗員は直ちにカイロへ緊急着陸すると報告した。しかし途中でエンジンが機体と分離したため、カイロより65マイル（105 km）の砂漠不時着陸を試みたが、着地の衝撃で機体は現地時間の8月31日2時03分にバラバラとなった。生存者はいなかった。

## 事故原因
調査の結果、火災は潤滑油異常によりベアリングが破壊したためであると判明した。第3エンジン後部のマスターロッドベアリング破壊が引き金となって、エンジン構造が次々と破壊し、オーバーヒートし、遂に燃料パイプが切断され火災となった。なおベアリング破壊は潤滑油の中にある不純物が詰まったためとされたため、事故対策として潤滑油交換頻度を上げたり、潤滑油フィルター改良などが行われた。